# 夢のありか
「夢のありか」（ゆめのありか）は、ナオト・インティライミによる楽曲。彼の19枚目のシングルとして2016年12月7日にユニバーサルシグマから発売された。

## 概要
表題曲「夢のありか」は、アニメ映画『モンスターストライク THE MOVIE はじまりの場所へ』主題歌。 

## シングル収録内容
| 全作曲: ナオト・インティライミ。 |                              |                                     |                        |                                 |      |
| #                                | タイトル                     | 作詞                                | 作曲・編曲             | 編曲                            | 時間 |
| 1.                               | 「夢のありか」               | ナオト・インティライミ 常田真太郎   | ナオト・インティライミ | 大久保薫 ナオト・インティライミ | 4:04 |
| 2.                               | 「半信半疑」                 | ナオト・インティライミ 磯貝サイモン | ナオト・インティライミ | 大久保薫                        | 3:34 |
| 3.                               | 「夢のありか」(Instrumental) |                                     | ナオト・インティライミ |                                 | 4:04 |
| 4.                               | 「半信半疑」(Instrumental)   |                                     | ナオト・インティライミ |                                 | 3:32 |
| 合計時間:                        | 合計時間:                    | 合計時間:                           | 合計時間:              | 15:14                           |      |

| #         | タイトル                                   | 作詞  | 作曲・編曲 | 時間  |
| --------- | ------------------------------------------ | ----- | ---------- | ----- |
| 1.        | 「夢のありか」(Music Video)                |       |            | 4:03  |
| 2.        | 「夢のありか」(ジャケット & MV メイキング) |       |            | 15:22 |
| 合計時間: | 合計時間:                                  | 19:25 |            |       |